# Gillingham
Gillingham – miasto w Wielkiej Brytanii, w Anglii, w hrabstwie Kent, w dystrykcie (unitary authority) Medway, nad rzeką Medway. W 2021 roku miasto liczyło 108 480 mieszkańców.
W mieście rozwinął się przemysł lekki.